# Neue Galerie
Il Neue Galerie New York (tedesco di: "Nuova Galleria New York") è un museo d'arte e disegno degli inizi del XX secolo di opere tedesche e austriache, collocato a Manhattan, New York, Stati Uniti d'America. Fondato nel 2001, è una delle aggiunte più recenti al rinomato miglio dei musei, che va dalla 83ª alla 105ª strada su Fifth Avenue nella Upper East Side di Manhattan.

## Storia

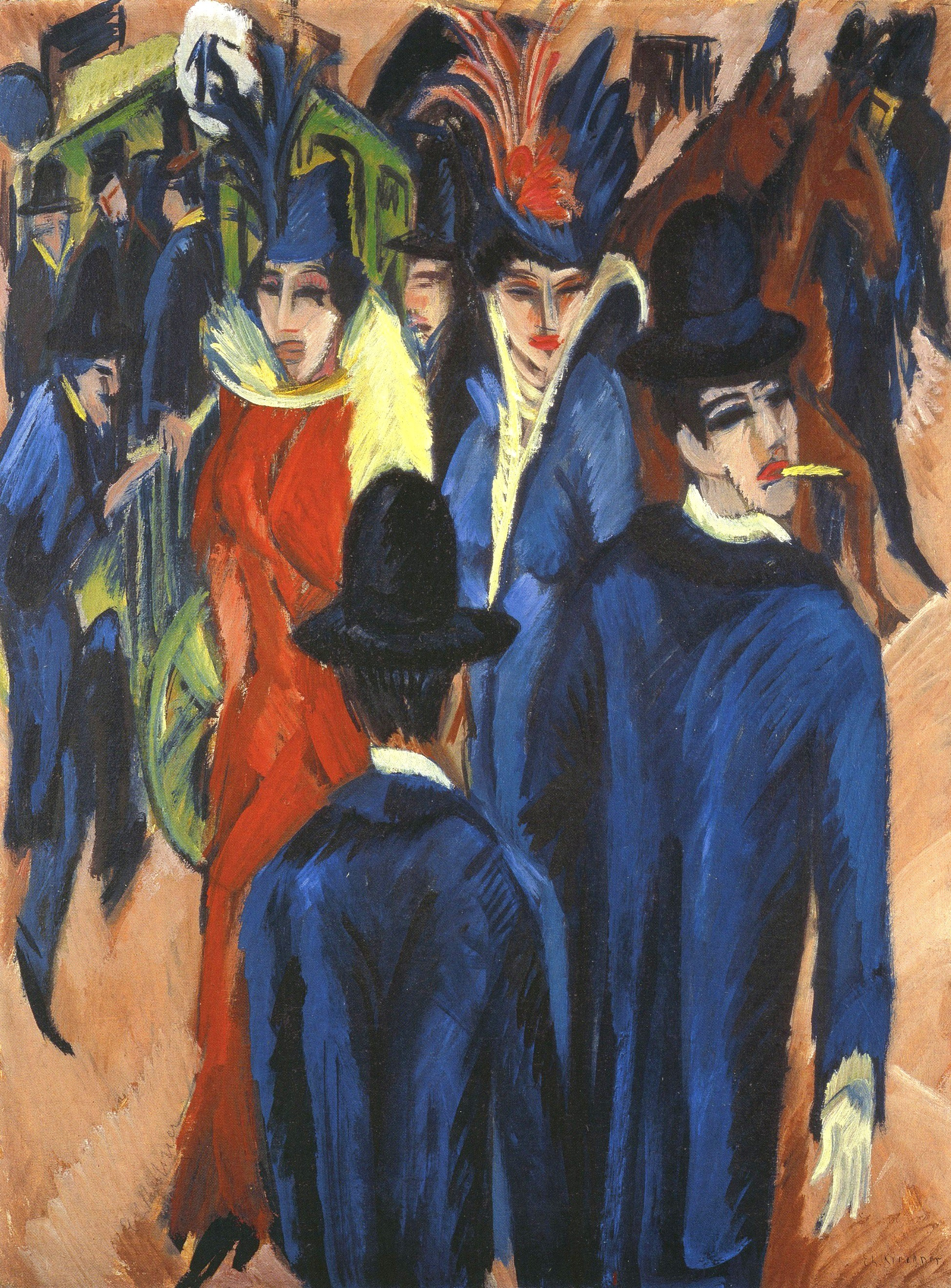
Scena di Berlin Street di Ernst Ludwig Kirchner - altro dipinto che veniva inizialmente esibito in un museo tedesco e in seguito venduto dal proprietario alla Neue Galerie nel 2007

Il museo fu inizialmente concepito da due amici: il mercante d'arte e organizzatore di mostre Serge Sabarsky, e il filantropo, imprenditore e collezionista d'arte Ronald S. Lauder. I due condividevano una grande passione e impegno per l'arte tedesca e austriaca dei primi Novecento.
Incontratisi nel 1967, appena dopo che Sabarsky aveva aperto la sua nuova galleria Serge Sabarsky Gallery al 987 Madison Avenue, si dedicarono a collezionare ed esibire a New York gli espressionisti austriaci e tedeschi. Quando Sabarsky morì nel 1996, Lauder decise di continuare l'impegno artistico e creò la Neue Galerie New York quale tributo al suo amico.

## Collezioni
La collezione della Neue Galerie è suddivisa in due sezioni. Il secondo piano del museo ospita opere d'arte e decorativismo austriaco dei primi Novecento, inclusi i dipinti di Gustav Klimt, Oskar Kokoschka e Egon Schiele, insieme ad oggetti decorativi eseguiti da artigiani della Wiener Werkstätte e altri contemporanei.
Il terzo piano esibisce varie opere tedesche dello stesso periodo, inclusi quei movimenti artistici come Der Blaue Reiter, Die Brücke e la Bauhaus. Gli artisti qui rappresentati comprendono Wassily Kandinsky, Paul Klee, Ernst Ludwig Kirchner, Lyonel Feininger, Otto Dix e George Grosz.
Nel 2006, Lauder ha acquistato da Maria Altmann per la Neue Galerie l'opera di Klimt intitolata Ritratto di Adele Bloch-Bauer I. Menzionando un accordo di riservatezza, Lauder ha rivelato solo che l'acquisto ha superato l'ultima cifra record di $104,2 milioni di dollari americani pagati per un Picasso del 1905 (cioè, il Ragazzo con pipa). La stampa ha affermato che il prezzo del Klimt si è aggirato sui $135 milioni, il che rende il quadro il più costoso di tutti i tempi, fino all'anno della vendita. È in mostra al museo da luglio 2006.

## Locali
Il museo si trova alloggiato nella palazzina precedentemente registrata come la "William Starr Miller House", di stile Luigi XIII/Beaux-Arts, all'angolo della Fifth Avenue e 86ª Strada. La Neue Galerie fu inaugurata il 16 novembre 2001. Gli Architetti Selldorf furono i responsabili del rinnovo totale dell'edificio ed i suoi interni, trasformati in museo. L'attuate direttore (2012) è Renée Price. Oltre agli spazi dedicati alla galleria, il museo contiene una libreria, un negozio e due caffè viennesi, il "Café Sabarsky" e il "Café Fledermaus", entrambi gestiti dal restaurateur Kurt Gutenbrunner.

## Mostre

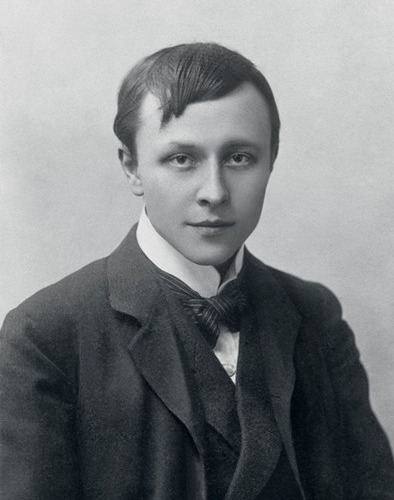
Alfred Kubin, illustratore e scrittore austriaco.

Brücke: La Nascita dell'Espressionismo, 1905-1913 – inaugurata il 26 febbraio 2009 e conclusasi il 29 giugno 2009. La mostra ha esibito oltre 100 dipinti, sculture, e opere su carta, ed è stata la prima e maggiore esposizione negli Stati Uniti a concentrarsi sui primi artisti del gruppo espressionista noto come il Brücke. La mostra è stata organizzata da Reinhold Heller, un membro del consiglio direttivo della Neue Galerie e rinomato studioso internazionale dell'Espressionismo tedesco. La Neue Galerie è stato l'unico museo che abbia mai esibito tale collezione.

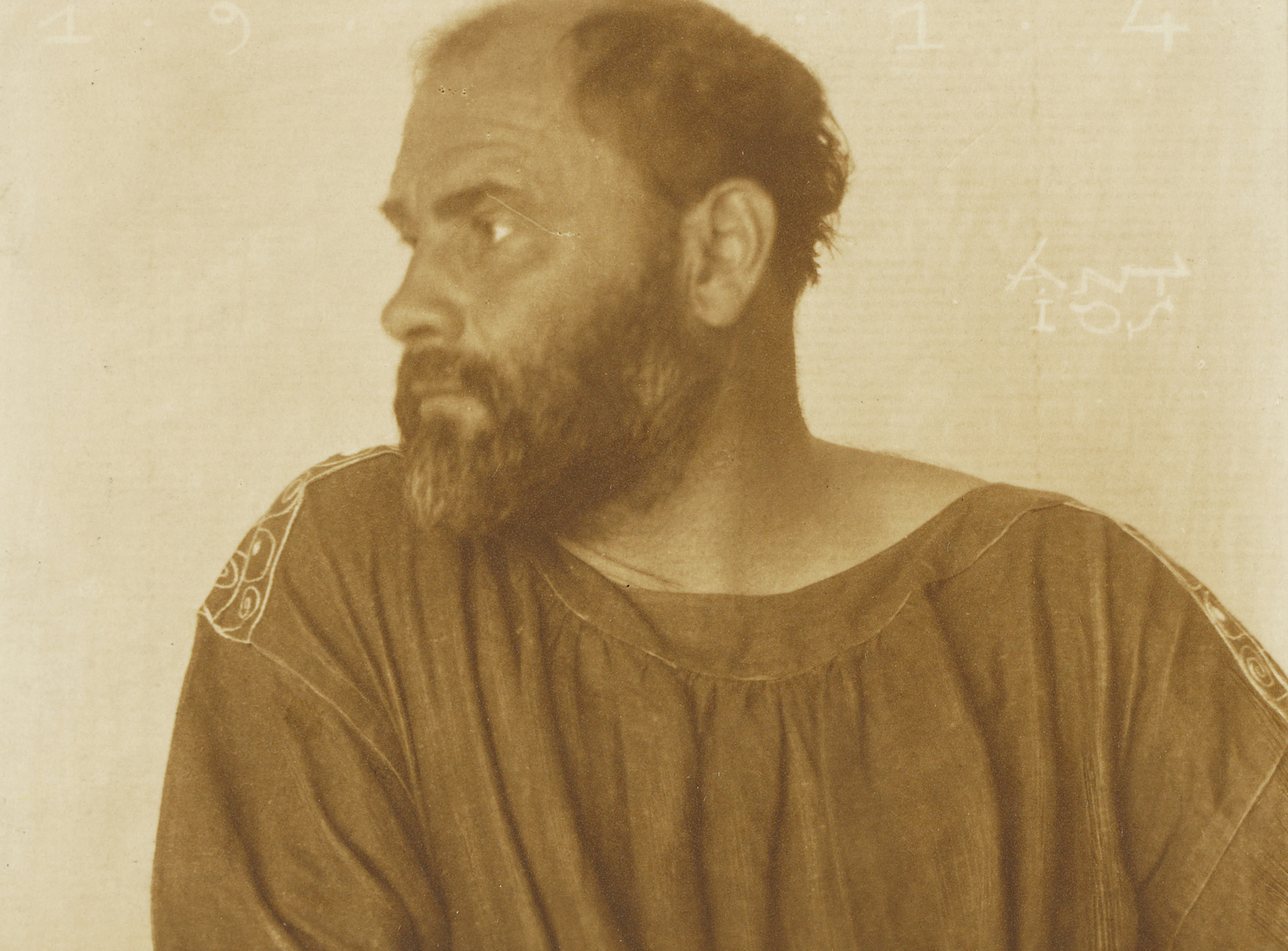
Ritratto fotografico di Gustav Klimt, 1914 (eseguito da Anton Josef Trčka).

Alfred Kubin: Disegni, 1897-1909 – inaugurata il 25 settembre 2008 e conclusasi il 26 gennaio 2009. Prima mostra assoluta negli USA delle opere macabre dell'artista e autore austriaco Alfred Kubin. L'esposizione è stata organizzata da Annegret Hoberg, curatore della Städtische Galerie im Lenbachhaus, Monaco di Baviera, e ha incluso più di 100 opere su carta di Kubin.

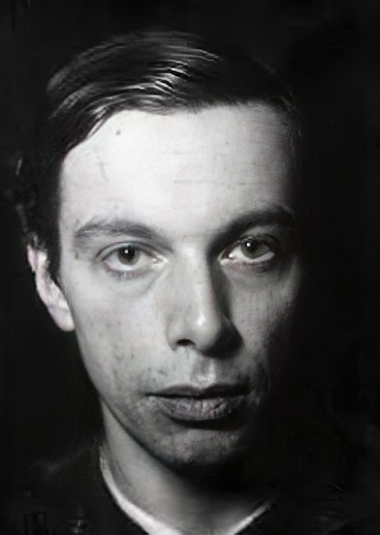
Ernst Ludwig Kirchner, pittore, scultore e incisore tedesco.

Gustav Klimt: Collezione Ronald S. Lauder & Serge Sabarsky – inaugurata il 18 ottobre 2007 e terminata il 30 giugno 2008, occupò tutti gli spazi disponibili del museo. Esibendo le maggiori opere klimtiane in possesso dei due fondatori del museo, ha compreso otto dipinti e oltre 120 lavori su carta dell'artista austriaco avant-garde, Gustav Klimt. L'esposizione ha inoltre incluso un'installazione di mobilia originale appartenuta allo studio che il pittore teneva in Josefstädter Strasse 21, e anche una riproduzione del capolavoro klimtiano, il Fregio di Beethoven.

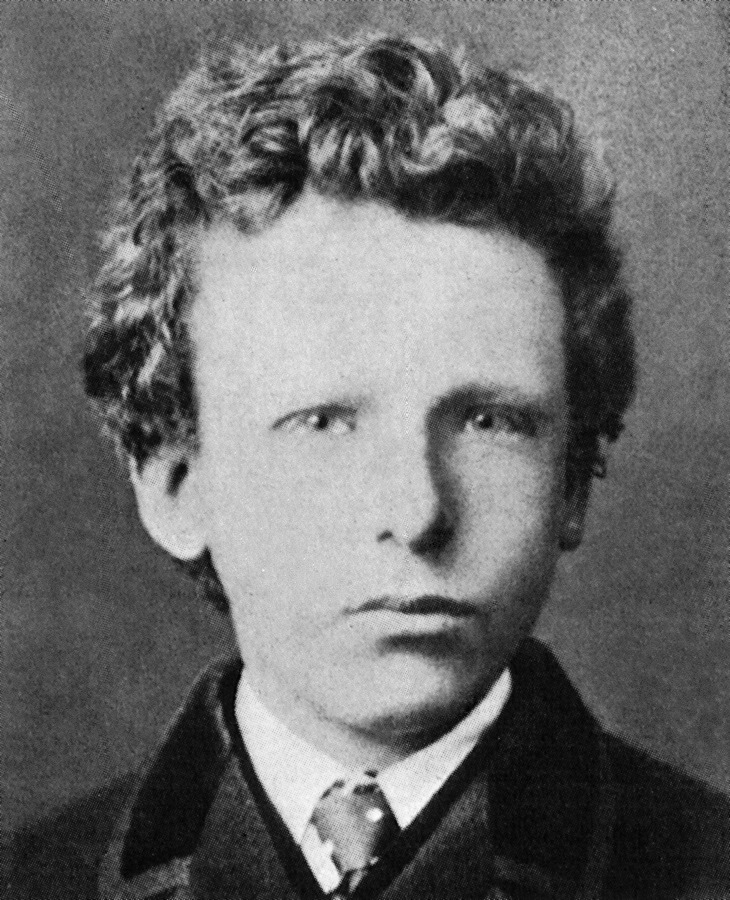
Vincent van Gogh a 13 anni (1866).

Ernst Ludwig Kirchner: Berlin Street Scene – inaugurata il 26 luglio 2007 e terminata il 17 settembre 2007. Esibizione concentratasi soprattutto su un quadro di Ernst Ludwig Kirchner, acquisito dal museo all'inizio dell'estate 2007. Inoltre, la mostra presentava una scultura di Kirchner, Ragazza in piedi, Cariatide (1909–10), come anche una selezione di dipinti e opere su carta che illustravano la Berlino dell'epoca, eseguiti da Kirchner, Otto Dix, George Grosz e Christian Schad.
Van Gogh e l'Espressionismo – inaugurata il 22 marzo 2007 e conclusasi il 2 luglio 2007. Ha esplorato la cruciale influenza di Vincent van Gogh sull'espressionismo tedesco e quello austriaco. Più di 80 dipinti sono stati esposti, tra cui una quantità di tele di Van Gogh, oltre a importanti opere di Gustav Klimt, Egon Schiele, Oskar Kokoschka, Alexej von Jawlensky, Franz Marc, Wassily Kandinsky, Ernst Ludwig Kirchner, Emil Nolde e altri. Questa mostra, organizzata dalla curatrice Jill Lloyd, nota esperta dell'Espressionismo, ha riempito tutti gli spazi disponibili del museo.
Cartoline della Wiener Werkstätte: Selezioni dalla Collezione Leonard A. Lauder – dal 7 ottobre 2010 al 17 gennaio 2011. La mostra ha celebrato il donativo alla Neue Galerie di circa 1000 cartoline da parte del filantropo Leonard A. Lauder: le cartoline furono prodotte dalla Wiener Werkstätte ed è stata la prima esposizione di tale genere tenutasi negli USA.